# Locale.h
locale.h — заголовочный файл стандартной библиотеки языка программирования С, который используется для задач, связанных с локализацией.

## Типы данных
Заголовочный файл объявляет структуру lconv и её поля, которая хранит информацию о текущей кодировке для форматирования чисел.
| Название                | Функция                                                                                               | Значение для "C" |
| ----------------------- | --- | ---------------- |
| char *decimal_point     | Разделитель десятичных чисел для неденежных величин                                                   | "."              |
| char *thousands_sep     | Разделитель тысяч для неденежных величин                                                              | ""               |
| char *grouping          | Строка, элементы которой отображают размер каждой группы чисел для форматированных неденежных величин | ""               |
| char *mon_decimal_point | Разделитель десятичных чисел для денежных величин                                                     | ""               |
| char *mon_thousands_sep | Разделитель тысяч для денежных величин                                                                | ""               |
| char *mon_grouping      | Строка, элементы которой отображают размер каждой группы чисел для форматированных денежных величин   | ""               |
| char *positive_sign     | Символ, отображающий неотрицательность для денежных величин                                           | ""               |
| char *negative_sign     | Символ, отображающий отрицательность денежных величин                                                 | ""               |
| char *currency_symbol   | Знак валюты                                                                                           | ""               |
| char frac_digits        | Число дробных знаков для денежных величин                                                             | CHAR_MAX         |
| char p_cs_precedes      | 1 если знак валюты предшествует неотрицательной денежной величине и 0 в противном случае              | CHAR_MAX         |
| char n_cs_precedes      | 1 если знак валюты предшествует отрицательной денежной величине и 0 в противном случае                | CHAR_MAX         |
| char p_sep_by_space     | Указывает промежуток между символом валюты, знаком и неотрицательной денежной величиной               | CHAR_MAX         |
| char n_sep_by_space     | Указывает промежуток между символом валюты, знаком и отрицательной денежной величиной                 | CHAR_MAX         |
| char p_sign_posn        | Указывает позицию положительного знака для неотрицательных денежных величин                           | CHAR_MAX         |
| char n_sign_posn        | Указывает позицию отрицательного знака для отрицательных денежных величин                             | CHAR_MAX         |
| char *int_curr_symbol   | Международный символ валюты                                                                           | ""               |
| char int_frac_digits    | Количество дробных чисел для денежных величин в международном формате                                 | CHAR_MAX         |
| char int_p_cs_precedes  | 1 если международный валютный символ предшествует неотрицательной денежной величине и 0 наоборот      | CHAR_MAX         |
| char int_n_cs_precedes  | то же самое для отрицательных денежных величин в международном формате                                | CHAR_MAX         |
| char int_p_sep_by_space | Указывает расстояние между знаком, символом и значением денежной величины в международном формате     | CHAR_MAX         |
| char int_n_sep_by_space | то же самое для отрицательных чисел                                                                   | CHAR_MAX         |
| char int_p_sign_posn    | Указывает расстояние между положительным знаком и денежной величиной в международном формате          | CHAR_MAX         |
| char int_n_sign_posn    | то же самое для отрицательных денежных величин в международном формате                                | CHAR_MAX         |

## Макросы
Заголовочный файл определяет следующие макросы-категории:
| Название    | Затрагивает                                                |
| ----------- | ---------------------------------------------------------- |
| LC_ALL      | все параметры локализации                                  |
| LC_COLLATE  | поведение функций strcoll и strxfrm                        |
| LC_CTYPE    | поведение всех функций из ctype.h кроме isdigit и isxdigit |
| LC_MONETARY | отображение денежных величин                               |
| LC_NUMERIC  | отображение десятичных чисел                               |
| LC_TIME     | поведение strftime и wcstrftime                            |

## Функции
```
#include
 
<locale.h>

struct
 
lconv
 
*
localeconv
(
void
);

char
 
*
setlocale
(
int
 
category
,
 
const
 
char
 
*
locale
);

```

Функция localeconv получает текущую кодировку.
Функция setlocale устанавливает новую локализацию для операций, связанных с категорией category (является одной из предопределённых макросами). Стандарт определяет следующие кодировки:
1. "" — локализация по умолчанию для данной платформы
2. "C" — минимальная локализация для окружения языка Си

и иные системно-зависимые.
Если запрос на изменение локализации может быть удовлетворён, функция возвращает текущую локализацию для категории category. В противном случае возвращается NULL.
При запуске программы используется "C" локализация.

### Пример кода
```
#include
 
<stdio.h>

#include
 
<locale.h>

int
 
main
(
void
)

{

  
struct
 
lconv
*
 
currentlocale
;

  
currentlocale
 
=
 
localeconv
();

  
printf
(
"In current locale standard currency symbol is %c
\n
"
,
 
*
(
currentlocale
->
currency_symbol
));

  
return
 
0
;

}

```

Пример использования функции (setlocale)
```
#include
 
<stdio.h>

#include
 
<locale.h>

int
 
main
(
void
)

{

  
setlocale
(
LC_ALL
,
 
"RU"
);

  
printf
(
"Привет, мир! 
\n
"
);

  
return
 
0
;

}

```